# Марк Лукреций (трибун 210 пр.н.е.)
Марк Лукреций (на латински: Marcus Lucretius) е политик на Римската република през края на 3 век пр.н.е. по време на Втората пуническа война и на Първата римско-македонска война.

## Биография
Произлиза от фамилията Лукреции.
През 210 пр.н.е. той е народен трибун заедно с Гай Арений, Луций Арений и Луций Атилий по времето на консулата на Марк Клавдий Марцел и Марк Валерий Левин.